# Iglesia de San Miguel el Alto (Toledo)
La iglesia de San Miguel el Alto en Toledo es una de la antiguas parroquias latinas de esta ciudad española. Al parecer, en sus inicios, estuvo esta iglesia en relación con la Orden del Temple, sirviendo como capilla u oratorio de la hospedería que, según se cree, tuvieron los caballeros de esta orden en las inmediaciones del templo. 

## Historia y descripción
En el siglo XVII sufrió una remodelación prácticamente total, que, sobre todo, afectó al crucero y a la capilla mayor. Respecto al cuerpo de la iglesia, los alzados fueron transformados; pero se mantuvieron sus techumbres de madera, con lo que pervive, en esta parte, un carácter mudéjar. 

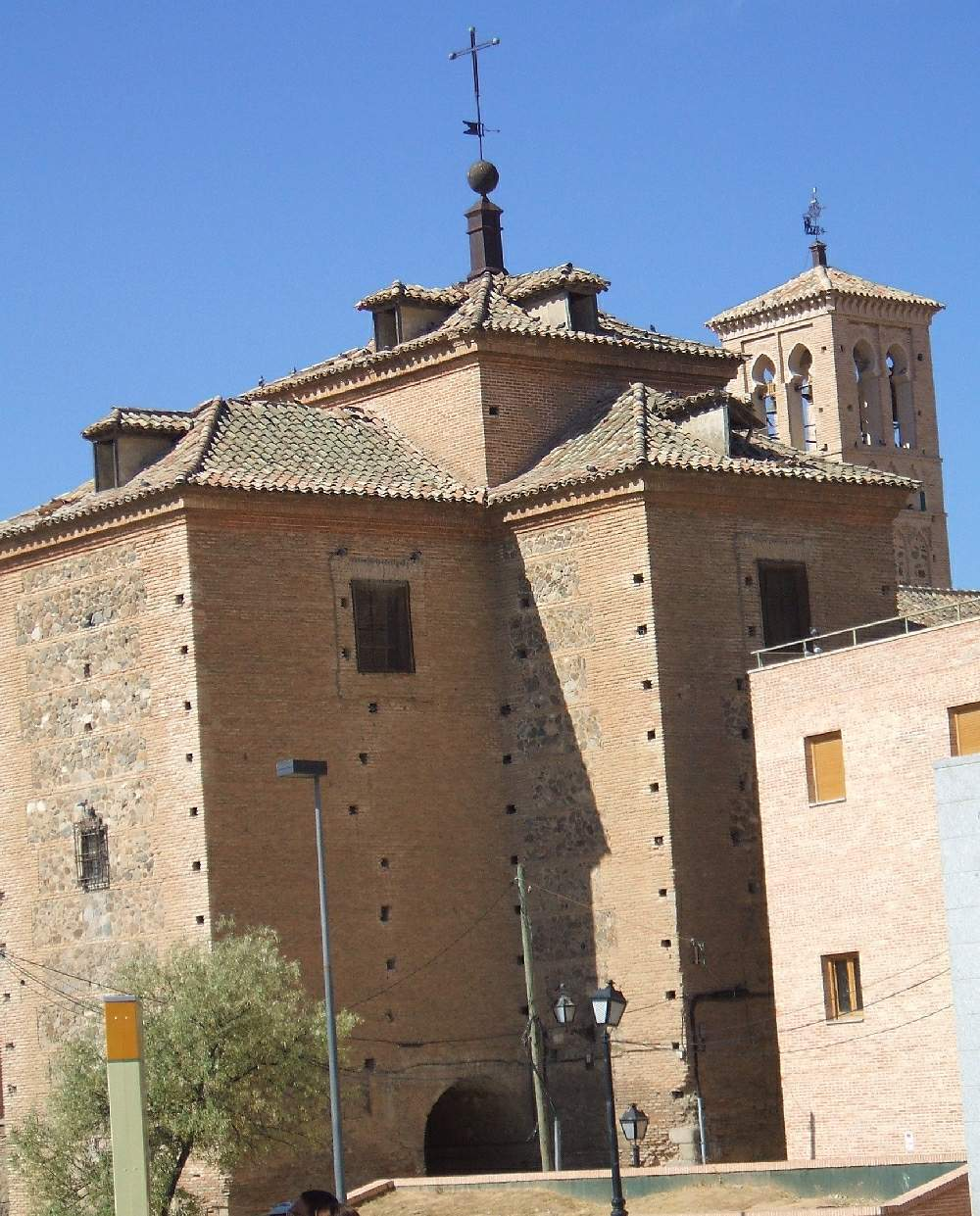
Exterior de la iglesia

De la anterior edificación fue conservada su torre mudéjar, exenta del resto del templo. De planta cuadrangular, queda estructurada mediante un machón central al que rodean las escaleras, sostenidas por bóvedas en saledizo, de abolengo islámico. Pertenece al tipo más decorado de torres mudéjares toledanas y, por lo mismo, corresponde a la época más tardía de este estilo (fines del siglo XIII o inicios del siglo XIV). Exteriormente, esta torre mantiene, en sus partes bajas, un diseño liso de mampostería encintada. En tanto que, en su parte alta, presenta los consabidos arcos entrecruzados, sobremontados por recuadros con otros arcos lobulados, que apoyan sobre columnas de cerámica vidriada; detalle que emparenta a esta torre con las de San Román y de Santo Tomé. 
La iglesia es de planta rectangular, de la que sobresale su capilla mayor. Consta de tres naves de anchura semejante, con techumbres de madera, y son jaharrados todos los alzados interiores. Tiene crucero de amplios brazos, sobre cuyo tramo central se levanta una cúpula sobre pechinas, sin tambor ni linterna. Tanto el crucero como la capilla mayor se cubren por bóvedas de medio cañón con lunetas.
Cuenta con dos accesos desde el exterior y tiene el coro en alto a los pies, dispuesto sobre el correspondiente arco rebajado. El crucero y la capilla mayor, lo verdaderamente afectado en las obras del seiscientos, presentan sus alzados sin decoración alguna, articulados mediante pilastras toscanas; el entablamento correspondiente tiene friso liso y cornisa de considerable vuelo. En el exterior presenta paramentos de ladrillo visto, con rafas de mampostería. Hay una gran diferencia de altura entre el crucero y la capilla mayor. 
San Miguel el Alto presenta una singularidad, su cobertizo, sobre el que se asienta su capilla mayor; este tipo de elementos arquitectónico-urbanísticos, tan propios de los conventos toledanos, son enteramente inusuales en iglesias parroquiales. En su momento parece que sirvió de comunicación entre el templo y la supuesta hospedería. 
Desde 1842, año en que la iglesia dejó de tener culto, comenzó a sufrir un progresivo abandono y deterioro. En 1888 fueron repintadas las techumbres de sus naves y en 1936 fueron causados daños notables en su interior. Tras una restauración acometida en los años cincuenta, ha vuelto a ser utilizada como iglesia, en calidad de filial de la parroquia de San Justo. 